# أليساندرو كاتانيو
أليساندرو كاتانيو هو سياسي إيطالي، ولد في 12 يونيو 1979 في رو في إيطاليا. نشط حزبياً في فورزا إيطاليا. وقد انتخب عضو مجلس النواب في الجمهورية الإيطالية ‏ (13 مارس 2018 – ) وانتخب mayor of Pavia ‏ (12 يونيو 2009 – 10 يونيو 2014).